# Шельпаки
Шельпа́ки — село в Україні, у Скориківській сільській громаді Тернопільського районіу Тернопільської області.  До 2015 року підпорядковане Лисичинській сільській раді.

## Географія
Розташоване на берегах р. Самець (один із витоків р. Млинський Потік, правого допливу Збруча, басейн Дністра), за 14 км від найближчої залізничної станції Максимівка. Географічні координати: 49° 40’ північної широти і 26° 01’ східної довготи. Територія — 2,86 км². Дворів — 153.

## Топоніміка
Утворено ойконім Шейпаківці від патронімної назви Шейпаківці з первісним значенням «нащадки чи піддані Шейпака». Антропонім Шейпак (Шельпак) мотивовано, імовірно, дієсловом «шелепотіти». Від середини XIX ст. у документах зафіксовано теперішню назву Шельпаки.

## Населення

### Мова
Розподіл населення за рідною мовою за даними перепису 2001 року:
| Мова       | Кількість | Відсоток |
| ---------- | --------- | -------- |
| українська | 472       | 100%     |

## Історія

### Середньовіччя, Новий Час
Перша письмова згадка — 1463 р., власність Василя Збаразького.
На початку XIX ст. в селі діяла цегельня. 1851 р. засновано школу. 1880 р. у селі 139 будинків, 799 осіб; 1931 — 1012 жителів.

### XX століття
Внаслідок пожеж у 1910 р. згоріло 10, у 1926 р. понад 15 будівель. У 1914 р. в селі спорудили пам’ятник Т. Шевченку, згодом зруйнований.
1925 р. функціонували винокурний завод (7 робітників) і млин Казимира Бончковського.
Діяли філії товариств «Просвіта», «Сокіл» та інших, «Січ», Братство тверезості, а також кооператива і хор. 1936 р. у початковій школі навчався 91 учень.
Упродовж 1934–1939 рр. Шельпаки належали до ґміни Нове село.
5 липня 1941–5 березня 1944 р. село — під нацистською окупацією. Під час німецько-радянської війни в Червоній армії загинули або пропали безвісти 35 чоловіків із села.
В ОУН і УПА перебували, репресовані понад 30 жителів села.
9 січня 1945 р. більшовики спалили господарства Марії Гаманович, Василя Грищина, Анни Мороз і Теодозії Спас на знак помстви за вбивство двох працівників НКДБ.
1945–1946 рр. у селі розташовувалася станиця «стрибків» («істрєбітєльного батальйону»).
У вересні 1948 р. вояки УПА спалили колгоспне майно.

### Період Незалежності
2005 р. село газифіковане. 2007 р. у селі 453 особи; 2014 — 435 жителів.
31 липня 2015 року Шельпаки увійшли до складу Новосільської сільської громади. 
12 червня 2020 року, відповідно до розпорядження Кабінету Міністрів України  № 724-р «Про визначення адміністративних центрів та затвердження територій територіальних громад Тернопільської області», село увійшло до складу Скориківської селищної громади.
19 липня 2020 року в результаті адміністративно-територіальної реформи та ліквідації Підволочиського району, село увійшло до складу новоствореного Тернопільського району.

## Релігія
- церква Святого Великомученика Юрія Переможця (1783; ПЦУ; кам'яна);
- «фіґура» з вирізьбленими молитвами.

## Пам'ятники
Споруджено пам'ятник Тарасові Шевченку (1963; скульптор В. Волошин); встановлено меморіальну таблицю Степанові Качалі (1995), придорожній хрест (відновлений 1991), пам'ятний хрест на честь заснування Братства тверезості.

### Пам'ятник Тарасові Шевченку
Пам'ятка монументального мистецтва місцевого значення. Розташований на вулиці Шевченка, напроти школи, головна дорога.
Встановлений 1963 р. Робота самодіяльних майстрів.
Скульптура — бетон, постамент — камінь.
Скульптура – 1,6 м, постамент – 1,2 м.

## Соціальна сфера
Працюють загальноосвітня школа I ступеня, клуб, фельдшерсько-акушерський пункт, бібліотека, торгові заклади. У серпні 2006 року відкрито дитячий будинок сімейного типу.

## Відомі люди
Народилися
- Божок Андрій Михайлович (1988—2022) — солдат Збройних сил України, учасник російсько-української війни. Почесний громадянин міста Тернополя (посмертно).
- Роман Гарбуз (нар. 1949) — скульптор;
- Андрій Гульовський (нар. 1943) — художник;
- Надія Мориквас (нар. 1952) — письменниця, журналістка;
- Теодор Москалюк (1883–1955) — вояк УГА, громадський діяч у Канаді;
- Надія Радзіх (нар. 1974) — майстер декоративно-ужиткового мистецтва;
- Нестор Шуран (1935–1996) — інженер, фахівець у сфері транспортування газу, управлінець.

Проживали, перебували
- Володимир Лах (1931–2001) — доктор технічних наук, професор;
- пастирював і похований священик УГКЦ, публіцист, історик, громадсько-політичний діяч Степан Качала. На могилі Степана Качали стоїть пам'ятник авторства відомого скульптора Юліяна Марковського.[8]

## Світлини

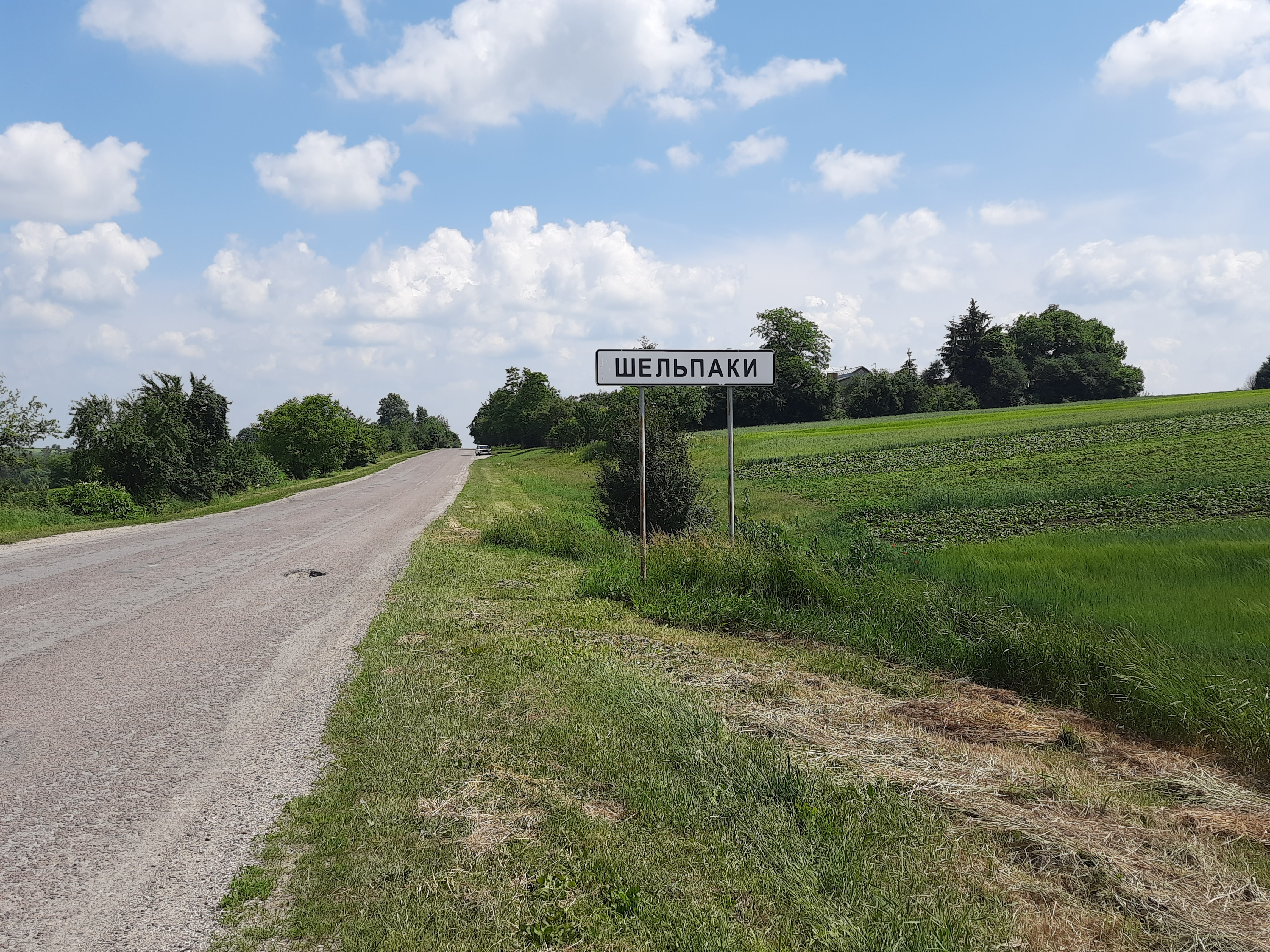
Дорожній знак при в'їзді в село
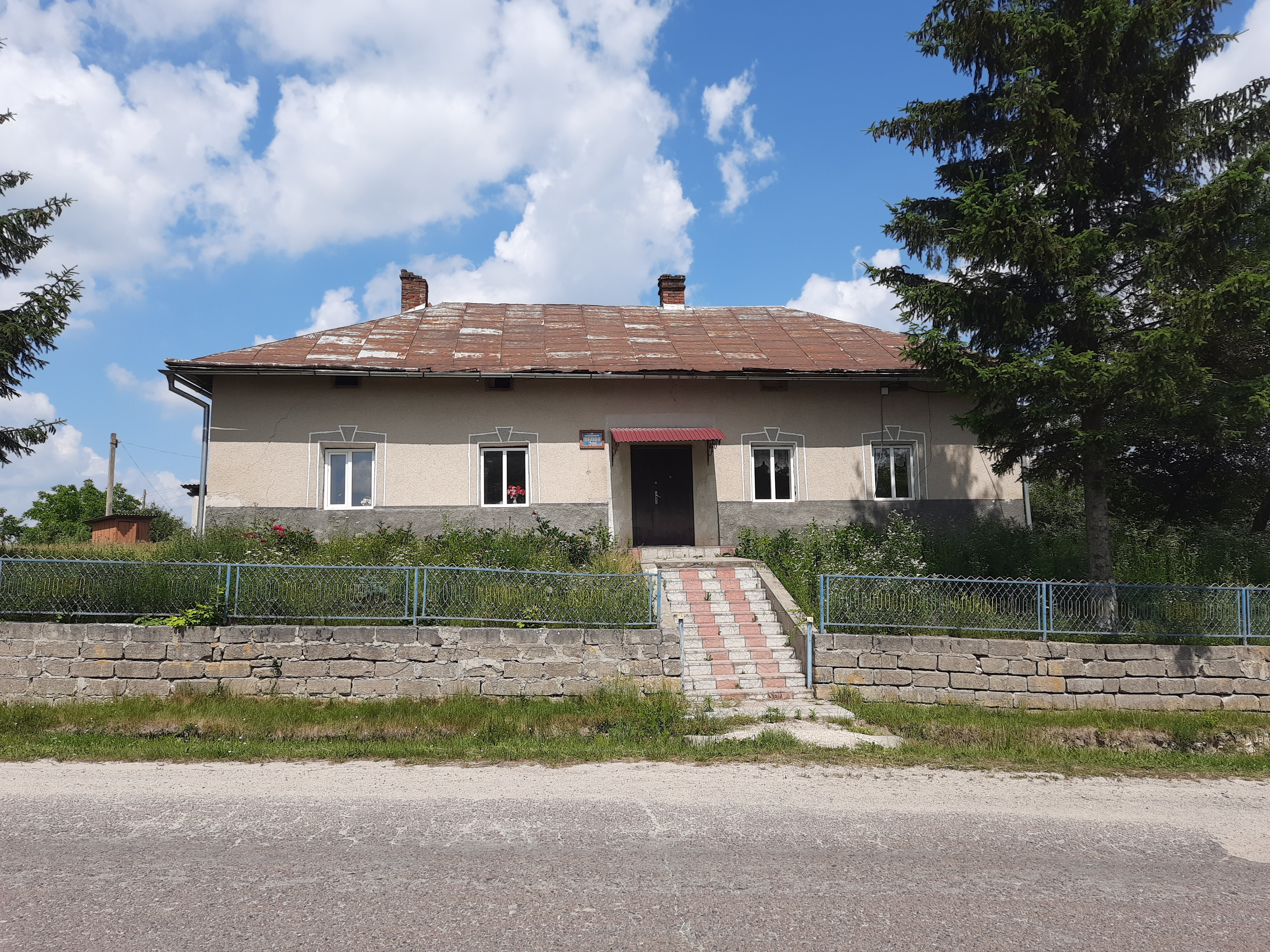
Школа
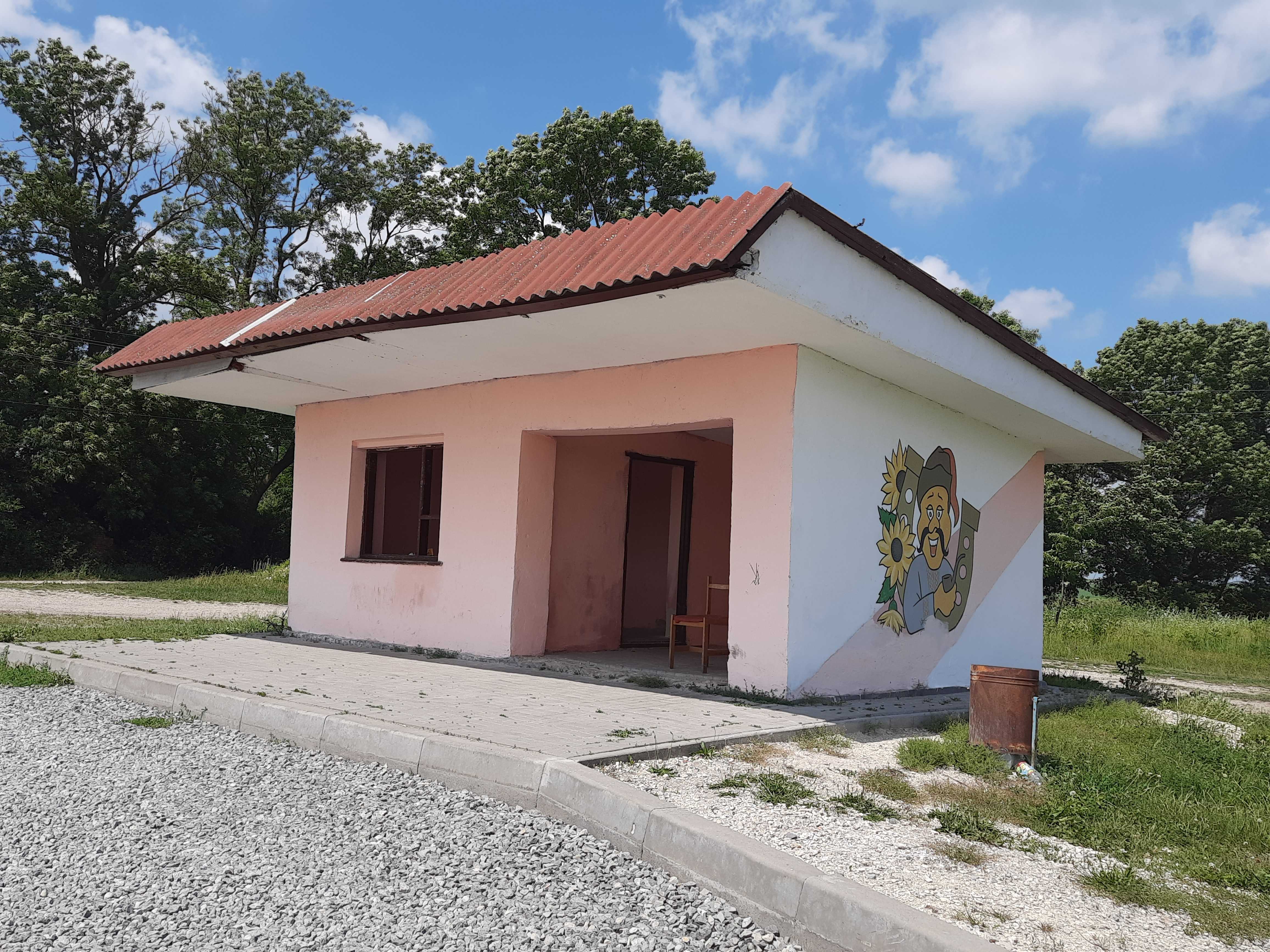
Автобусна зупинка
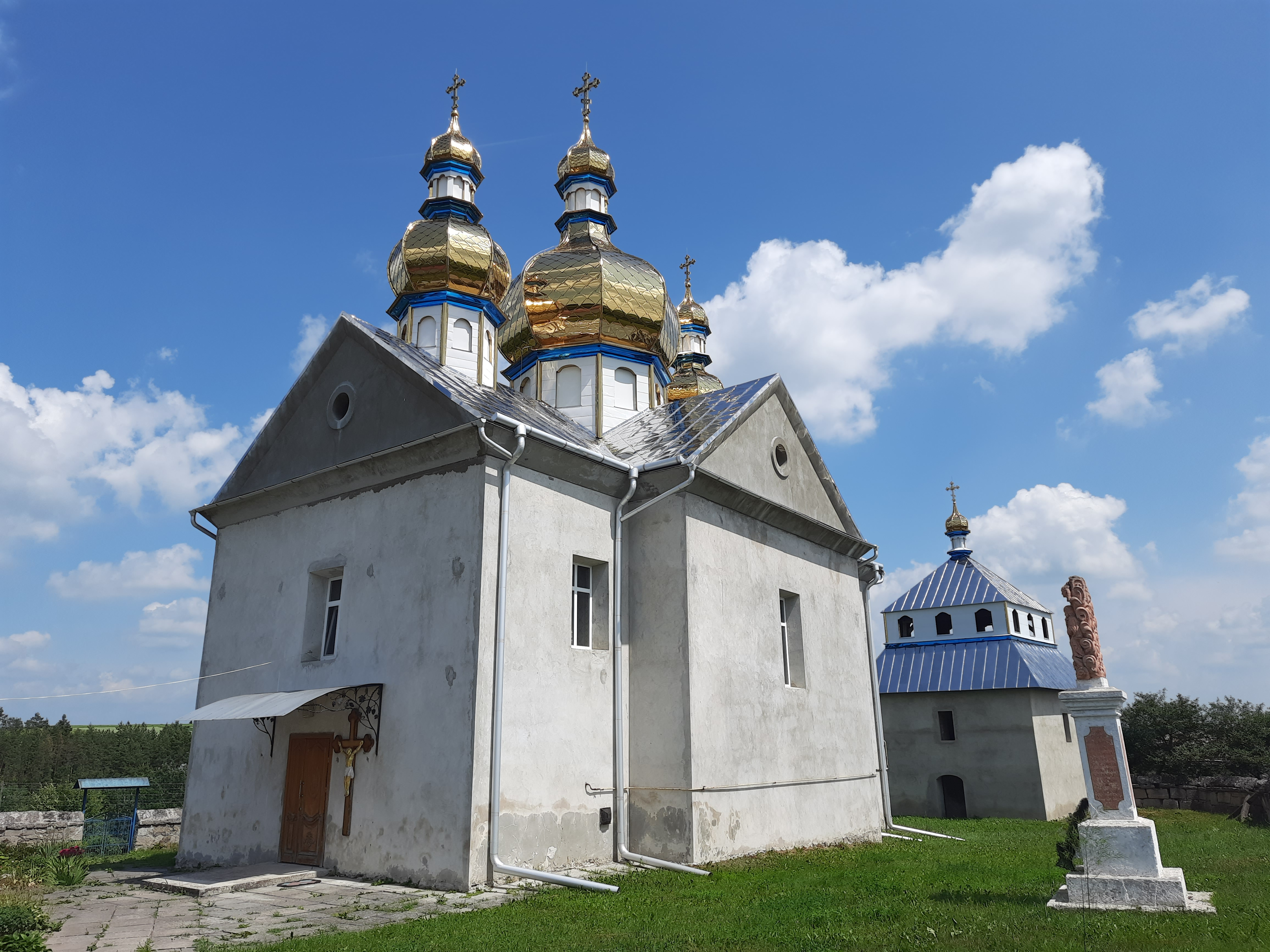
Церква Святого Великомученика Юрія Переможця